# Emil Kauffmann

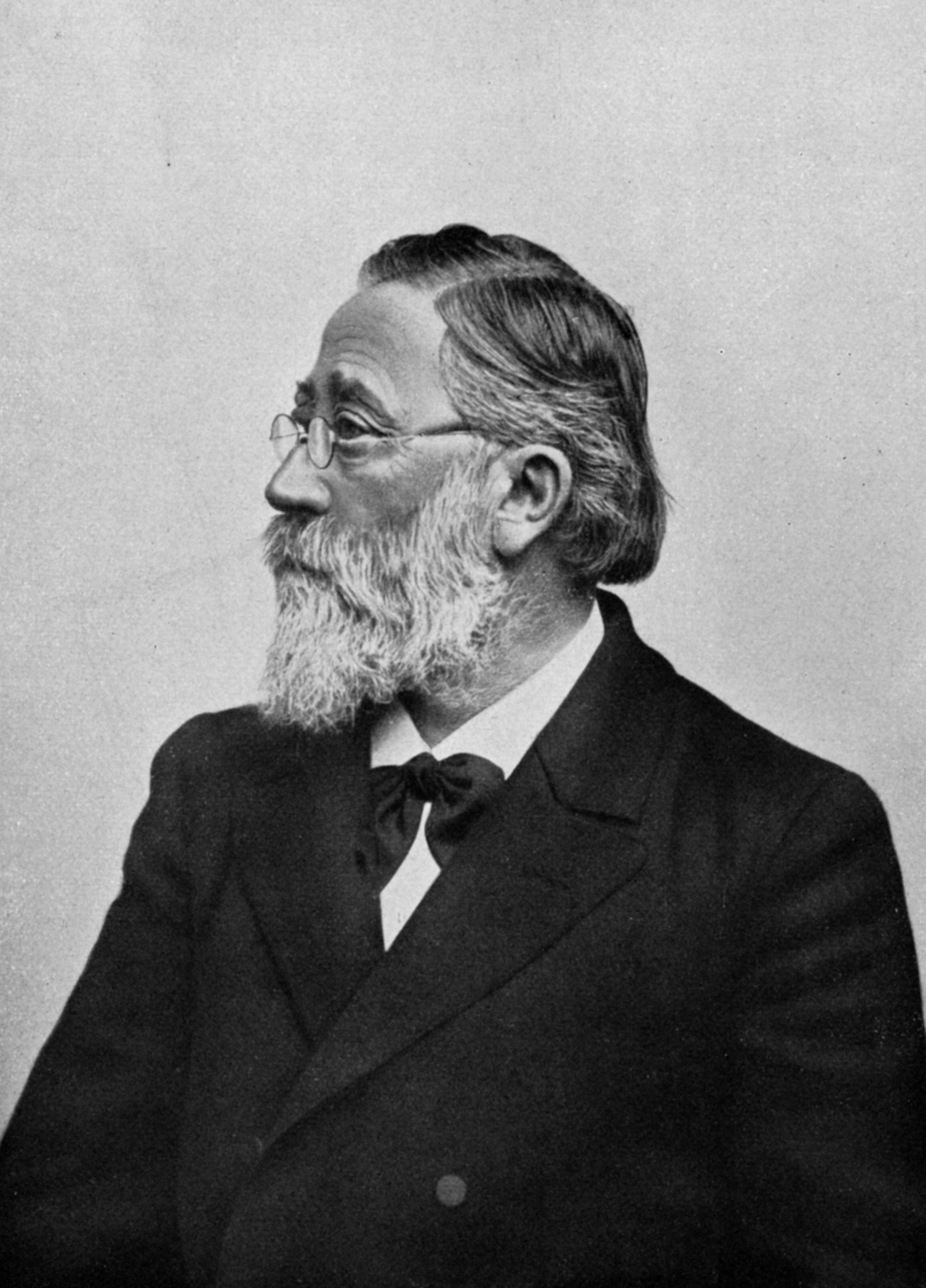
Emil Kauffmann, Fotografie von Wilhelm Hornung

Karl Emil Kauffmann (* 23. November 1836 in Ludwigsburg; † 17. Juni 1909 in Tübingen) war Universitätsmusikdirektor in Tübingen und Komponist.

## Leben
Karl Emil Kauffmann war ein Sohn des Ernst Friedrich Kauffmann (27.11.1803–11.02.1856), Professor für Mathematik am Eberhard-Ludwig-Obergymnasium in Stuttgart, Schriftsteller und Komponist, und der Marie, geb. Lohbauer (26.04.1805–29.01.1861), Tochter des württ. Hauptmanns Karl von Lohbauer.
Emil Kaufmann wuchs in Heilbronn auf, als die Familie 1808 dorthin zog. Dort besuchte er das Gymnasium und wurde zum Musiker ausgebildet, seine Lehrer waren Immanuel Faißt, Eduard Keller und andere. 1851 zogen Kauffmanns Eltern nach Stuttgart und Emil Kauffmann beendete die Schule. 1854 wurde Emil Kauffmann Mitglied der Hofkapelle Stuttgart, 1862 erhielt er dort den Posten des ersten Geigers. 1865 heiratete er Emma Tritschler aus Bad Cannstatt. Ab 1866 veröffentlichte Kaufmann eigene Kompositionen, publizierte Berichte über das Stuttgarter Musikleben in der Leipziger Allgemeinen Musikalischen Zeitung und trat auch als Dirigent des Stuttgarter Polytechniker-Liederkranz hervor. Daneben gab er Geigen- und Klavierunterricht, unter anderem für den württembergischen Prinz Wilhelm, den späteren König Wilhelm II.
1868 wurde Kauffmann Lehrer an der Musikschule Basel, wo er Klavier-, Geigen- und Gesangsunterricht gab. 1877 wurde er als Nachfolger von Otto Scherzer Universitätsmusikdirektor in Tübingen. 1898 wurde er zum Dr. phil. promoviert und 1899 zum Professor ernannt.

## Familie
Emil Kauffmanns Brüder waren:
- Ernst Kauffmann (20. März 1829–20. Februar 1889), Major, Bezirkskommandeur in Leonberg
- Paul Eduard Kauffmann (9. April 1830–27. April 1868), Lehrer, Präzeptor in Lauffen a. N.
- Rudolf Albert Kauffmann (5. Oktober 1832–15. Juli 1902), Versicherungskaufmann
- Eduard Maximilian Kauffmann (19. Juni 1843–26. August 1843)

Er heiratete am 16. Mai 1865 in Cannstatt Emma, geb. Tritschler (2. Dezember 1834 – 24. Januar 1915), Tochter des Oberamtsarztes Salomo Tritschler und der Luise Reuss. Mit ihr hatte er folgende Kinder:
- Emma Kauffmann (31. Dezember 1866–...), verh. mit  Wilhelm Schmid (Gräzist, Vater von Ernst Fritz Schmid)
- Julius Kauffmann (30. Juni 1868–...), Pfarrer, verh. mit Hedwig geb. Geyer
- Max Kauffmann (3. Januar 1870–...), Dr. med., Arzt, Obermedizinalrat, verh. mit Luise geb. Mayser

## Werke
- Gebet[1]
- Denk' es, o Seele; op. 6, Nr. 3[1][Anm. 1]
- Wo find' ich Trost[1]
- Auf ein altes Bild[1]
- An den Schlaf[1]
- Seufzer; op. 11, Nr. 4[1]
- Gesang Weylas[1][Anm. 1]
- Heimweh[1]
- Lebewohl[1]
- An eine Äolsharfe[1]
- Mausfallensprüchlein; op. 13, Nr. 2[1][Anm. 1]
- Früh im Wagen[1]
- Fussreise[1]

## Würdigung
Das Institut für Musikwissenschaft der Universität Tübingen veranstaltet seit 2014 eine jährliche Emil-Kauffmann-Vorlesung als öffentliche Vortragsreihe, die sich jeweils einem Thema an der Schnittstelle von Musikwissenschaft und Musikpraxis oder  Musikforschung und Musikvermittlung widmet. Ermöglicht wird die Emil-Kauffmann-Vorlesung durch die Friedrich-Lurk-Stiftung im Universitätsbund Tübingen.